# Eunica mygdonia
Espèce
 Eunica mygdonia  est une  espèce de lépidoptères (papillons) de la famille des Nymphalidae et de la sous-famille des  Biblidinae, tribu des Epicaliini, du genre Eunica .

## Dénomination
Eunica mygdonia a été décrite par le naturaliste français Jean-Baptiste Godart en 1824.

### Noms vernaculaires
Eunica mygdonia se nomme Brown Purplewing en anglais.

### Taxinomie
Il existe 2 sous-espèces
- Eunica mygdonia mygdonia [2]
- Eunica mygdonia omoa (Hall, 1919) [3]

## Description
C'est un papillon d'une envergure variant de 54 mm à 57 mm, au dessus marron roux uniforme chez le mâle, aux antérieures marquées d'une bande blanche chez la femelle. Le revers est marron roux taché de blanc aux antérieures et suffusé de violet aux postérieures.

## Biologie

### Plantes hôtes
Les larves se nourrissent sur Mabea occidentalis.

## Écologie et distribution
Eunica mygdonia  est présent du Mexique, au Guatemala, en Équateur, en Colombie et au Brésil dans le bassin de l'Amazone.

### Protection
Pas de statut de protection particulier.